# جائزة أستراليا الكبرى 1955
جائزة أستراليا الكبرى 1955 هو سباق فورمولا 1 أقيم بتاريخ 10 أكتوبر 1955 في جنوب أستراليا. حلّ الأسترالي جاك برابهام أولا.